# 池田満枝
池田 満枝（いけだ みつえ、1912年（明治45年）1月15日 - 2001年（平成13年）1月9日）は、日本の58・59・60代内閣総理大臣である池田勇人の妻。広島県、現在の竹原市出身。

## 経歴
医師である大貫四郎吉の二女として生まれた。後に夫となる池田勇人とは、母親同士が従姉妹で再従兄妹に当たる。実兄の大貫修郎は陸軍少尉・軍医で、旧制崇徳中学校、旧制千葉医科大学を卒業し、戦後地元の竹原で開業医となった。
広島の名門である山中高等女学校在学中に父を亡くし、卒業式の前日に母・池田秀を亡くしている。その後、名古屋市の母方の親戚に引き取られ金城女子専門学校に進学し卒業。金城女子専門学校在学中に脚気にかかって地元の広島へ戻り、同じく母方の親戚である池田家に身を寄せたことがきっかけで、池田勇人と出会う。その後、広島市の鶴羽根神社で結婚式が行われた。夫の勇人には直子という前妻がいたが、1932年（昭和7年）に病没している。
1949年（昭和24年）の衆議院議員選挙に夫の勇人が当選し、代議士の妻となる。夫は1960年（昭和35年）7月19日から1964年（昭和39年）11月9日までは内閣総理大臣に在任し、満枝もファーストレディとして活動する。
2001年（平成13年）1月9日、心不全のため死去。